# Juticalpa
Juticalpa er en by i det centrale Honduras, med et indbyggertal (pr. 2001) på cirka 31.000. Byen er hovedstad i departementet Olancho. 
14°39′59″N 86°13′7″V / 14.66639°N 86.21861°V